# Sofiane Bouterbiat
Sofiane Bouterbiat (en arabe : سفيان بوتربيات) est un footballeur algérien né le 5 décembre 1983 à Oran. Il évolue au poste de milieu défensif.

## Biographie
Sofiane Bouterbiat signe avec le MC Oran lors de l'été 2011, les rejoignant sur un transfert gratuit en provenance de l'USM Annaba.
Après trois années passées à Oran, il termine sa carrière au MC El Eulma. Il participe avec cette équipe à la Ligue des champions d'Afrique en 2015.
Bouterbiat dispute un total de 106 matchs en première division algérienne entre 2010 et 2015, sans inscrire de but.